# Siergiej Maksimow
Siergiej Siergiejewicz Maksimow (ros. Сергей Сергеевич Максимов, ur. 1 czerwca?/14 czerwca 1916 we wsi Czernopienje w guberni kostromskiej, zm. 11 marca 1967 w Los Angeles) – radziecki, a następnie emigracyjny pisarz i publicysta, współpracownik organizacji propagandowej Vineta podczas II wojny światowej.

## Życiorys
Od młodości zajmował się twórczością literacką. Był autorem opowiadań. W 1931 roku w czasopiśmie Murziłka opublikował pierwsze opowiadanie pt. Bakien. Pisał też artykuły w pismach Ogoniok, Jeż, czy Smiena. Od 1934 roku uczył się w Instytucie Literackim im. A. M. Gorkiego. Wiosną 1936 roku został aresztowany przez NKWD, a następnie skazany na karę 5 lat łagrów. Osadzono go w obozie nad Peczorą. Po wyjściu na wolność w 1941 roku, zamieszkał w Kałudze. Podczas okupacji niemieckiej przeniósł się do Smoleńska, gdzie pisał artykuły do jednej z kolaboracyjnych gazet. Opublikował pod pseudonimem Siergiej Szyrokow ponadto zbiór opowiadań i powieść pt. Sumierki. W 1943 roku został aresztowany przez Gestapo, po czym po 6 miesiącach więzienia skierowano go na roboty przymusowe do Niemiec. Zdołał jednak ich uniknąć. Przebywał w Berlinie, współpracując z niemiecką organizacją propagandową Vineta. Pisał artykuły do pisma Nowoje słowo. Po zakończeniu wojny żył w Hamburgu, a następnie Bad Camberg. W 1946 roku wszedł w skład redakcji emigracyjnego pisma Grani, w którym opublikowano w 1949 roku jego powieść pt. Dienis Buszujew. W czerwcu 1949 roku wyemigrował do Stanów Zjednoczonych. W latach 1952–1953 opublikował 2 zbiory opowiadań pt. Tajga i Gołuboje mołczanije. W 1956 roku wydał drugą część swojej najsłynniejszej powieści pt. Bunt Dienisa Buszujewa.